# Palacio Ampuero
El Palacio Ampuero es un palacete que se encuentra emplazado sobre el promontorio de Arriluce, en la calle Atxekolandeta del elitista barrio de Neguri, municipio de Guecho, cercano a la ciudad de Bilbao. 
La obra fue diseñada en 1928 por el arquitecto Manuel María Smith, a petición del empresario y político José Joaquín Ampuero y del Río.
Las grandes villas residenciales de Guecho fueron calificadas en 2001 como Bien Cultural, con la categoría de Conjunto Monumental.
Su posición topográfica, y su aspecto medieval y grandilocuente le confieren un aspecto muy teatral. Las vistas de este palacio están orientadas hacia la Bahía del Abra, donde desemboca la ría de Bilbao y su emplazamiento, tamaño, riqueza, calidad arquitectónica y ambiental, lo convierten en uno de los edificios más conocidos y representativos de la arquitectura vizcaína del primer tercio del siglo XX.
Este palacio es uno de los más originales y máximos exponentes de la arquitectura doméstica dirigida a la alta burguesía de Vizcaya en el cambio de siglo.

## Entorno
Sobre el mismo promontorio, se concentran un conjunto de casas de principios de siglo, pertenecientes en su origen a la alta burguesía , las cuales han sido reformadas desde aquellos años, en mayor o menor medida. Así, destacan, entre otros, el Palacio Lezama Leguizamón, edificio de 1902, obra de José María Basterra, reformado posteriormente por el mismo arquitecto, Manuel María Smith, o el Palacio de Arriluce, el cual mantiene desde un principio el carácter original de la obra del arquitecto José Luis de Oriol.
Además, se encuentra muy próximo del conjunto de palacios y palacetes que se emplazan en la Avenida de Zugazarte, en el barrio de Las Arenas, municipio de Guecho, donde destacan otros palacios como el Palacio Eguzkialde, también denominada popularmente como la «Casa de la Alcaldesa», el Palacio San Joseren, el Palacio Kai-Alde, o el palacete Itxas Begi. 
En esta zona nos encontramos con todo una riquísima variedad de estilos arquitectónicos, que van desde el neo-vasco hasta el regionalismo neo-montañés, pasando por el neo-medievalismo. La característica más común de todas ellas está en el singularidad que prevalece sobre cualquier otro valor, además de unos jardines bien cuidados sobre los escarpes que completan este conjunto de relieve paisajístico.

## Origen

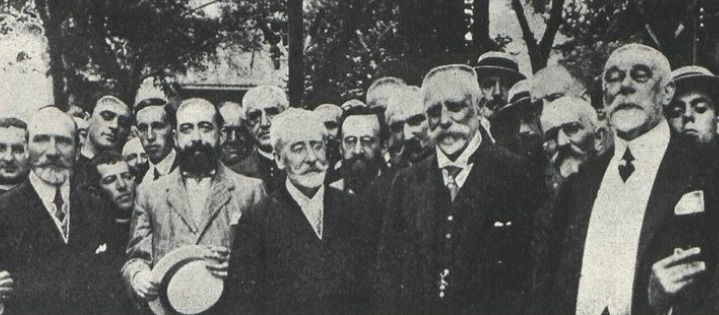
Jose Joaquín Ampuero junto con Joaquín Llorens y Fernández de Córdoba, Rafael Díaz Aguado y Salaberry y Bartolomé Feliú en Guernica en 1909.

La edificación fue diseñada en 1928 por el arquitecto Manuel María Smith, a petición del empresario y político José Joaquín Ampuero y del Río y su familia, ligada a las industrias naviera y cementera y vinculada al Banco de Bilbao desde su fundación, banco que posteriormente pasaría a ser el actual Banco Bilbao Vizcaya Argentaria, al que aún se encuentra vinculada la familia en la actualidad.

## Distribución
La construcción está realizada principalmente en sillería y se trata de un claro ejemplo del estilo neo-montañés, muy típico en las construcciones da la zona en aquella época. Este palacio es una interpretación muy personal del estilo neo-montañés en la que su arquitecto, Manuel María Smith, valora sobre todo el interés artístico de la asimetría.
Está inscrito en una tradición regionalista palaciega, pero con un repertorio decorativo extraordinariamente variado, muy influido por el neo-goticismo. Posee una posición topográfica destacadísima, ya que se adelanta mucho hacia el muro de contención, lo que la hace especialmente visible en el contexto escenográfico de la cornisa de Arriluce.
Es un edificio exento, de planta en forma de «L» configurada por diversos cuerpos de diferentes alturas, y cubiertas a múltiples aguas con amplios aleros apeados en canes tallados. Sobre ellas emergen dos torres asimétricas rematadas de cresterías onduladas. El alzado se distribuye en semisótano, planta baja y dos alturas, separadas por sendas impostas, en las que los vanos se abren caprichosamente. 
Presentan gran riqueza de formas: arcos de medio punto, conopiales, lobulados y geminados, junto a vanos adintelados, apaisados y angulares. Los muros se aparejan en sillería, reproduciéndo en las esquinas y delimitación de vanos cadenetas y orejetas, respectivamente. 
La fachada orientada al mar posee una torre en su ángulo izquierdo y muestra el semisótano recorrido por una galería en arcada rebajada, sobre la que se desarrolla, en la planta baja, una gran terraza de ventanales escarzanos, y un mirador de piedra en el primer piso. 
La fachada hacia Atxekolandeta está presidida por otra torre que en su planta baja acoge el ingreso principal, bajo un porche poligonal con tres arcos, el central moldurado, y sobre él, un balcón de piedra y rejería con puerta de alfiz escalonado. Se rodea de un hermoso jardín murado, de gran valor, que se halla precedido por su porción del muro de contención de Arriluze.

## Actualidad
Este palacio en 1999 fue rehabilitado y dividido en viviendas y se construyó un aparcamiento subterráneo. Se encuentra incluido dentro del catálogo de edificios de protección especial.

## Galería

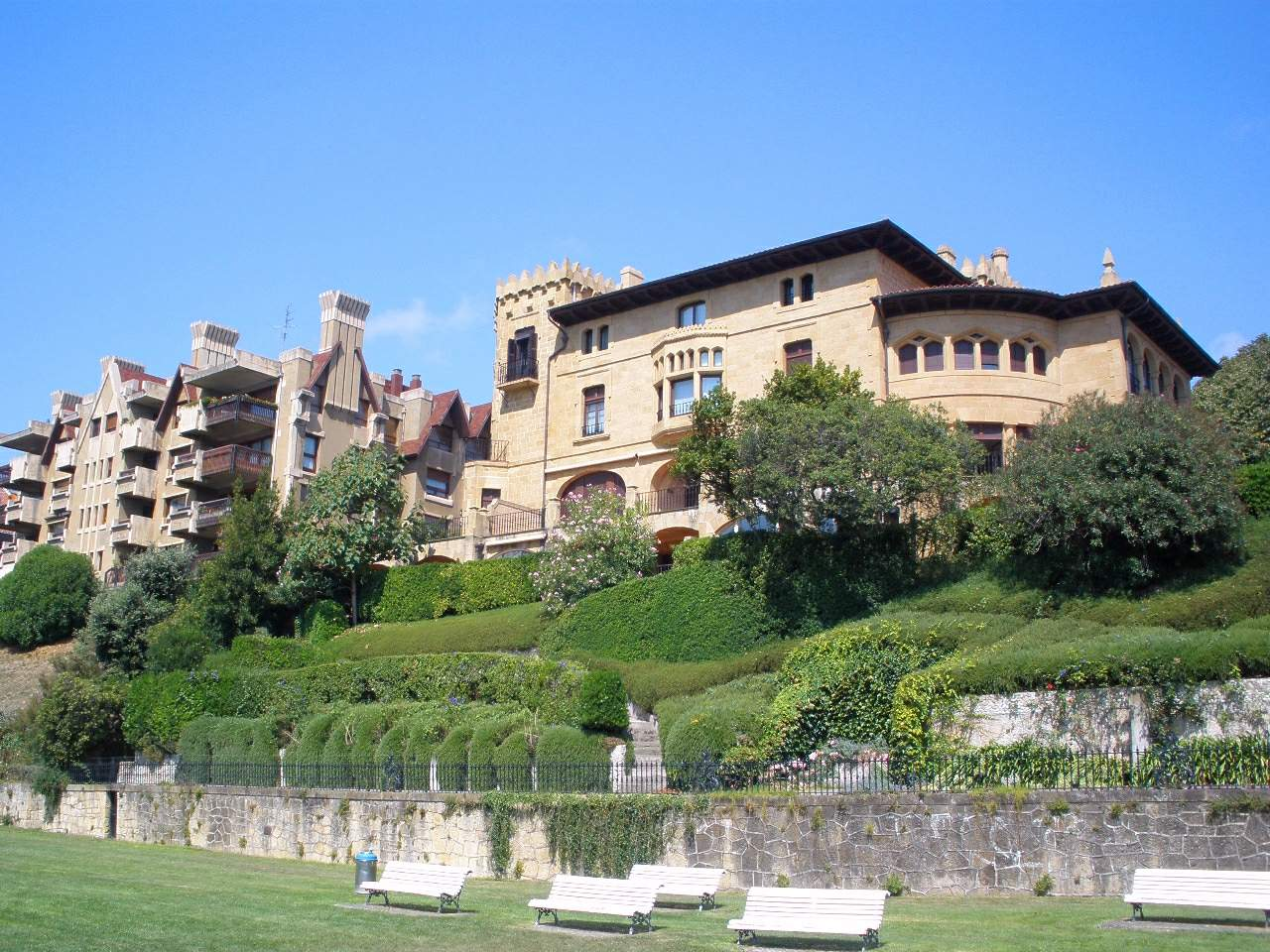
Vista del edificio desde el muelle de Arriluce.
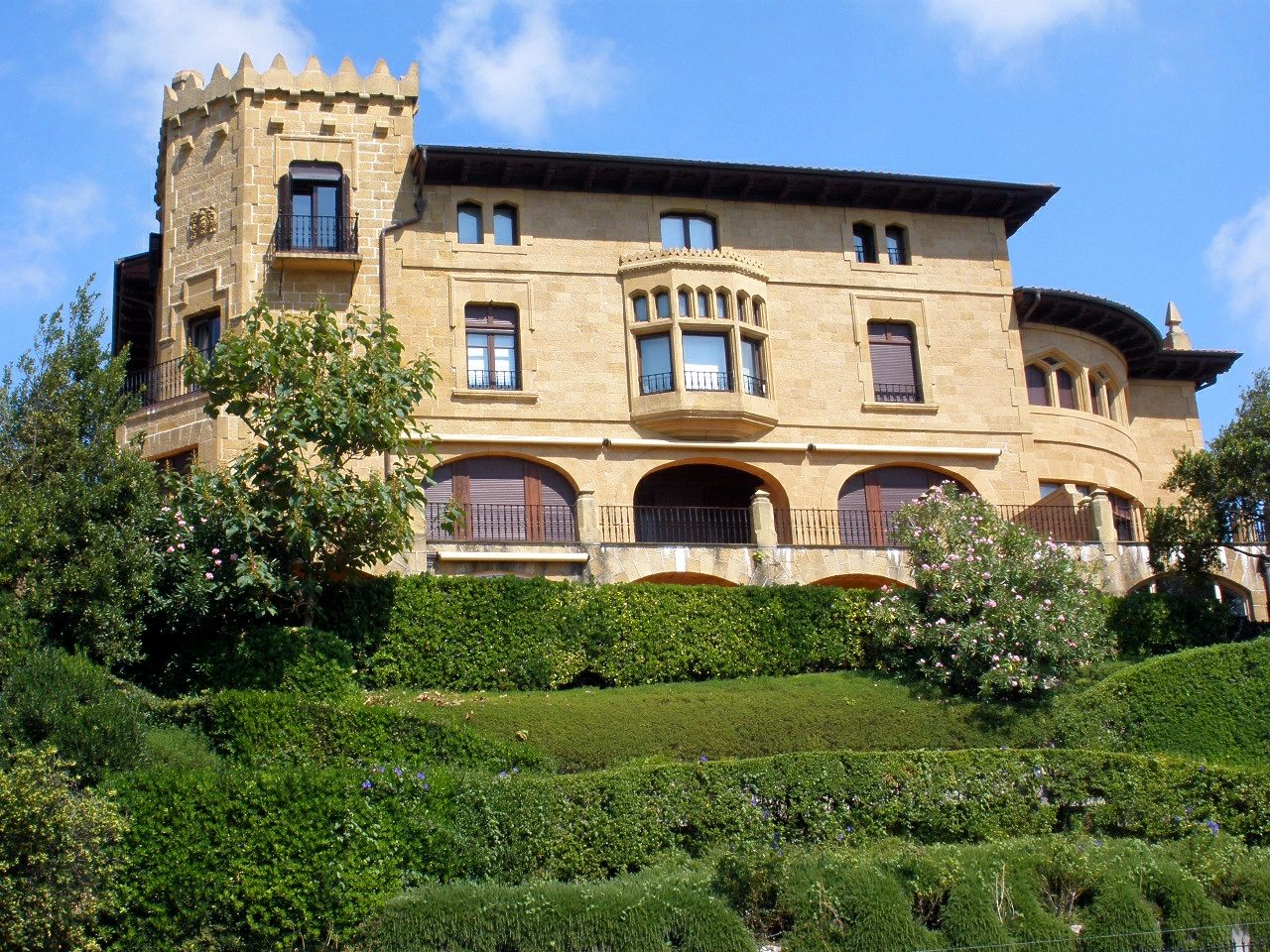
Fachada del Palacio Ampuero orientada al mar.